# Бабкин, Александр Иванович (генерал-майор)
Александр Иванович Бабкин (рус. дореф. Бабкинъ, 13 [25] июня 1882, область Войска Донского — 24 декабря 1974, Монреаль, Квебек) — донской казак, офицер Генерального штаба в годы первой мировой войны (полковник, 1916), и гражданской войны (генерал-майор, 1921).

## Биография

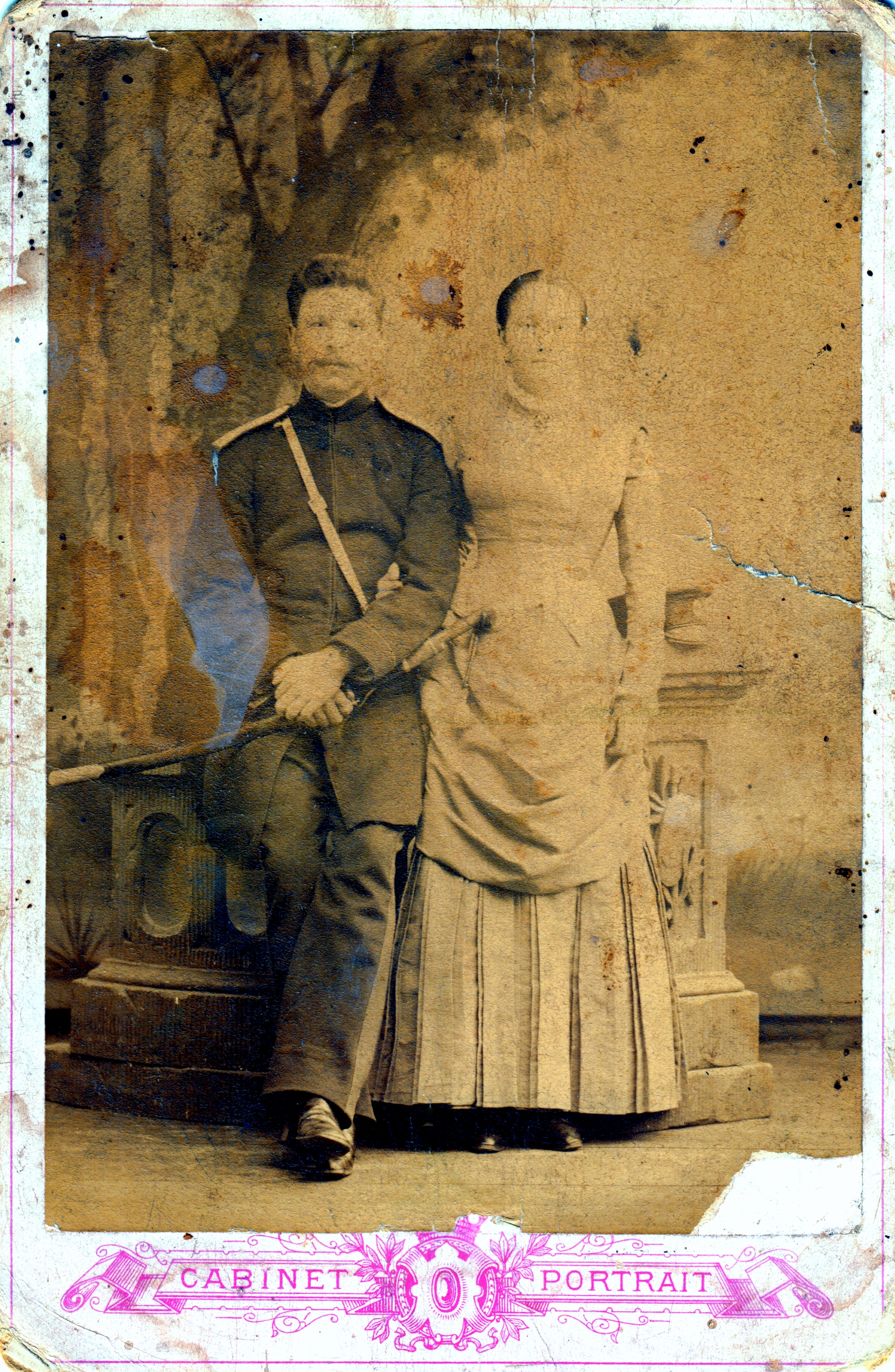
Родители, 1880

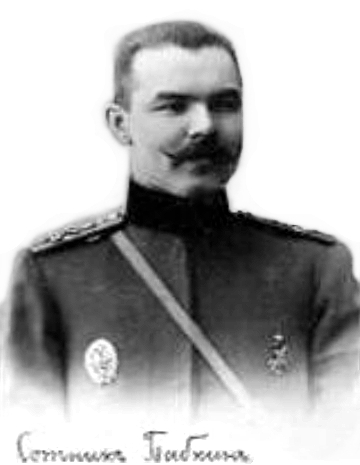
1906 год

Родился 10 (22) июня 1882 года в станице Мигулинская (Мигуленской), Область Войска Донского, в семье военного войсковой старшина Иван Николаевич (1827—1905), мать — Пелагея Петровна (в дев. Попова, 1857—1920).
Возможно: брат — Бабкин, Фёдор Иванович (1887—1920) — казачий полковник, сёстры — Прасковья Ивановна Кожина (1885—1976), Мария Ивановна Бабкина.

### Образование
- 1893—1900 — Донской кадетский корпус, Новочеркасск
- 1903—1906 — Михайловское артиллерийское училище, окончил по 1 разряду, отправлен в лейб-гвардии Донскую батарею.
- 1906—1909 — Николаевская академия Генерального штаба, окончил по 1 разряду.

### Служба
В 1903—1911 — лейб-гвардия Донской казачьей батареи Гвардейской конно-артиллерийской бригады.
- 1903 — хорунжий гвардии (10.08.1903)
- 1906 — сотник гвардии (10.08.1906)

С 1909 года был причислен к Генеральному штабу. 31.10.1909—1.11.1911 командовал казачьей сотней в Отдельном Оренбургском казачьем дивизионе
- 1909 — подъесаул гвардии (30.04.1909), переименован в капитана Генерального штаба (30.04.1909)

1912—1913 — старший адъютант Генерального штаба 2-й казачьей сводной дивизии, старший адъютант штаба 20-го армейского корпуса.
Первая мировая война
1915—1917 — исполнял должность начальника штаба 6-й кавалерийской дивизии.
- 1915 — подполковник (15.06.1915)
- 1916 — полковник (6.12.1916).

Гражданская война
9.02.1918—19.05.1918 — начальник войскового штаба Всевеликое войско Донское, организатор и участник Степного похода.
19.05.1918—8.3.1919 — в отставке.
1919 — начальник канцелярии управления отделения иностранных дел Всевеликого Войска Донского. Начальник 2-й Донской казачьей конной дивизии.
С конца марта 1920 года в резерве офицеров Генерального штаба Донского корпуса. В июле-октябре 1920 года в адъютант Донского атамана в штабе.

### Эмиграция
В октябре 1920 года распоряжением Донского атамана был направлен в Королевство сербов, хорватов и словенцев, как больной тифом.
Занимался организацией перевезённого в Белую Церковь Донского Мариинского института.
С 12.02.1921 — директор Второго Донского кадетского корпуса, генерал-майор.
В 1925 году переехал во Францию, работал на сельскохозяйственной ферме, состоял членом Общества офицеров Генерального штаба.
В 1948 году переехал в Канаду, провинция Квебек, где приобрёл ферму.
После смерти жены 1955 году переехал в Монреаль к младшему сыну. С 1955 года — атаман Донской казачьей станицы в Монреале.
Скончался в госпитале Ветеранов войны 24 декабря 1974 года в Монреале, был похоронен на православном участке кладбища города Лашин в провинции Квебек в Канаде.

## Семья
На 1914 год — женат, двое детей.
- Жена — Вера Александровна (18??—1955)
- Сын — Владимир (1912—1996)
- Младший сын — Игорь

## Награды
- 1913 — Орден Святого Станислава 3-й степени со старшинством 21 марта (приказ от 1912)
- 1914 — Орден святого Владимира с мечами и бантом (Выс. приказ октябрь 1914)
- 1914 — Георгиевское оружие, за отличие в делахъ против неприятеля[5].
- 1915 — Орден Святого Станислава 2-й степени с мечами (1.04.1915)
- 1915 — Орден Святой Анны 2-й степени (4.06.1915)
- 1915 — Орден Святой Анны 3-й степени с мечами и бантом (14.08.1915).